# Ivan Lunardi
Ivan Lunardi (Asiago, 15 maggio 1973) è un ex saltatore con gli sci e allenatore di sci nordico italiano.

## Biografia
In Coppa del Mondo esordì il 1º gennaio 1987 a Garmisch-Partenkirchen (29°) e ottenne l'unica vittoria, nonché unico podio, il 7 marzo 1993 a Lahti.
In carriera prese parte a due edizioni dei Giochi olimpici invernali, Albertville 1992 (22° nel trampolino normale, 7° nel trampolino lungo, 13° nella gara a squadre) e Lillehammer 1994 (32° nel trampolino normale, 20° nel trampolino lungo, 8° nella gara a squadre), a quattro dei Campionati mondiali (4° nel trampolino normale a Falun 1993 il miglior piazzamento) e a due dei Mondiali di volo (9° a Harrachov 1992 il miglior piazzamento).

## Palmarès

### Coppa del Mondo
- Miglior piazzamento in classifica generale: 17º nel 1992
- 1 podio (individuale):
  - 1 vittoria

#### Coppa del Mondo - vittorie
| Data         | Località | Nazione   | Trampolino        |
| ------------ | -------- | --------- | ----------------- |
| 7 marzo 1993 | Lahti    | Finlandia | Salpausselkä K114 |

### Campionati italiani
- 9 medaglie[1]:
  - 2 ori (nel 1992; nel 1993)
  - 5 argenti (nel 1994; nel 1997; nel 1998; nel 1999; nel 2000)
  - 2 bronzi (nel 1991; nel 1996)